# Francis Talbot (5e comte de Shrewsbury)
 (juin 2017).
Si vous disposez d'ouvrages ou d'articles de référence ou si vous connaissez des sites web de qualité traitant du thème abordé ici, merci de compléter l'article en donnant les références utiles à sa vérifiabilité et en les liant à la section « Notes et références ».
Pour les articles homonymes, voir Francis Talbot et Talbot (homonymie).
Francis Talbot, 5e comte de Shrewsbury, 5e comte de Waterford, 11e baron Talbot, (1500 – 25 septembre 1560) est le fils de George Talbot et Anne Hastings.

## Biographie
Il est le petit-fils du chambellan William Hastings, exécuté par Richard III en 1483, et de Catherine Neville, fille de Richard Neville, 5e comte de Salisbury.
Il succède à son père en 1538, devenant chambellan de l'Échiquier à vie.
Bien qu'étant catholique, il garde la faveur d'Henri VIII, et reçoit des terres appartenant auparavant au monastère de Worksop. 
Il participe à l'invasion de l'Écosse qui aboutit à la victoire anglaise lors de la bataille de Pinkie Cleugh en 1547. Il vient secourir les Anglais assiégés à Haddington en août 1548.
Sous Édouard VI, il se conforme à l'anglicanisme prôné par le roi mais garde en réalité sa foi catholique. Bien qu'il ne s'oppose à la proclamation de Jane Grey comme reine à la mort d'Édouard en 1553, il parvient à persuader le Conseil privé de reconnaître comme reine la très catholique Marie Tudor. Il fut récompensé de sa fidélité par la reine.
Il est fait chevalier de l'ordre de la Jarretière en 1545.
Il épouse Mary Dacre (1502–1538), fille de Thomas Dacre, le 30 novembre 1523. Ils ont trois enfants :
- Anne Talbot (1524 – 3 février 1585), baronne Bray, baronne Wharton. Elle épouse John Bray, 2e baron Bray, en 1542 puis Thomas Wharton.
- George Talbot (1528–1590), qui devient comte de Shrewsbury à la mort de son père
- Thomas Talbot (mort avant 1560).

Il épouse ensuite Grace Shakerley (morte en 1560). Ils ont un fils, John, né en 1541.